# ليسلي أتكينسون
ليسلي أتكينسون (بالإنجليزية: Lisle Atkinson)‏ هو موسيقي أمريكي، ولد في 16 سبتمبر 1940 في نيويورك في الولايات المتحدة، وتوفي في 25 مارس 2019.

## وصلات خارجية
- ليسلي أتكينسون على موقع ميوزك برينز (الإنجليزية)
- ليسلي أتكينسون على موقع ديسكوغز (الإنجليزية)